# ديدييه ديغارد

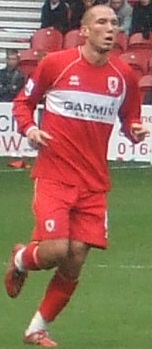

ديدييه ديغارد (بالفرنسية: Didier Digard)‏ (مواليد 12 يوليو 1986 في غيسورس - فرنسا) لاعب كرة قدم فرنسي يلعب حاليا لصالح نادي الدرجة الأولى نيس الفرنسي منذ 2010 في مركز الوسط المدافع . .

## روابط خارجية
- ديدييه ديغارد على موقع رابطة كرة القدم الفرنسية للمحترفين (الإنجليزية)
- ديدييه ديغارد على موقع قاعدة بيانات كرة القدم.إي يو (الإنجليزية)
- ديدييه ديغارد على موقع ليكيب (الفرنسية)
- ديدييه ديغارد على موقع Soccerbase.com (لاعب) (الإنجليزية)
- ديدييه ديغارد على موقع Soccerbase.com (مدرب) (الإنجليزية)
- ديدييه ديغارد على موقع Soccerway.com (الإنجليزية)
- ديدييه ديغارد على موقع عالم كرة القدم.نت (الإنجليزية)
- ديدييه ديغارد على موقع كووورة
- ديدييه ديغارد على موقع AS.com (الإسبانية)